# محافظة نابلس
محافظة نابلس إحدى محافظات السلطة الوطنية الفلسطينية و تقع في شمال الضفة الغربية و تبعد 53 كم عن القدس. مركزها مدينة نابلس.

## التقسيم الإداري
كانت مدينة نابلس مركزا لسنجق نابلس في العصر العثماني، وفي فترة الانتداب البريطاني، تم تقسيم فلسطين إداريا إلى أقضية من ضمنها قضاء نابلس، وعلى إثر حرب 1948؛ شكلت نابلس مع محافظات القدس والخليل مناطق الضفة الغربية التي ضُمت إلى الأردن بعد نكبة فلسطين، وكانت محافظة نابلس تشمل كل شمال الضفة الغربية مشكلة حوالي 40% من مساحتها الإجمالية. عقب حرب 1967، ووقوع المدينة تحت الاحتلال الإسرائيلي، قُسّمت محافظة نابلس إلى أربع محافظات هي إضافة إلى نابلس، جنين وقلقيلية وطولكرم. إضافة إلى ذلك، فُصلت مناطق الأغوار الشمالية في الضفة عن نابلس وضمت إلى محافظة أريحا.
عند مجئ السلطة الفلسطينية بعد اتفاق أوسلو، فُصلت مناطق سلفيت وطوباس لتشكل محافظات جديدة. وبذلك، بلغ عدد المحافظات الناتجة عن تفكيك محافظة نابلس بحدودها لدى ضمّها للأردن إلى ست محافظات بحسب التقسيم الحالي.

## التجمعات السكانية
تضم المحافظة اليوم بحسب التقسيم الإداري الذي اقرته السلطة الوطنية الفلسطينية مدينة نابلس، وهي مركز المحافظة؛ كما تضم التجمعات الآتية:

### بلدات
ذات تعداد سكاني أكثر من 4,000 نسمة.
| قبلان    | بيت فوريك | المساكن الشعبية | عصيرة الشمالية |
| بيت ايبا | بيت دجن   | روجيب           | سبسطية         |
| عقربا    | بيتا      | حوارة           | جماعين         |

### القرى
ذات تعداد سكاني 1,000 نسمة.
| الساوية           | بيت امرين | زواتا         | قريوت         |
| العقربانية        | بيت ايبا  | زيتا جماعين   | قوصين         |
| اللبن الشرقية     | بيت وزن   | سالم          | كفر قليل      |
| المغير            | تل        | صرة           | مادما         |
| الناقورة الجنوبية | تلفيت     | طلوزة         | مجدل بني فاضل |
| إجنسنيا           | جالود     | عزموط         | نص اجبيل      |
| أوصرين            | جوريش     | عصيرة القبلية | ياصيد         |
| بتما              | دوما      | عورتا         | عين شبلي      |
| برقة              | دير الحطب | عوريف         |               |
| بزاريا            | دير شرف   | عينابوس       |               |
| بورين             | رفيديا    | قُصرة          |               |

### المخيمات
- مخيم عسكر
- مخيم عين بيت الماء
- مخيم بلاطة

## المحافظون
| الرقم | الاسم                    | تاريخ البدء    | تاريخ الانتهاء | ملاحظات                            |
| ----- | ------------------------ | -------------- | -------------- | ---------------------------------- |
| 1     | محمود عثمان راغب العالول | 1994           | 15 ديسمبر 2005 |                                    |
| 2     | سعيد أبو علي             | 26 ديسمبر 2005 | 10 سبتمبر 2006 |                                    |
| 3     | كمال الشيخ               | 15 سبتمبر 2006 | 1 يوليو 2007   | اسمه الحقيقي: فيصل محمد الشيخ يوسف |
| 4     | جمال المحيسن             | 15 يوليو 2007  | 3 ديسمبر 2009  |                                    |
| 5     | جبرين البكري             | 3 ديسمبر 2009  | 3 مارس 2014    |                                    |
| 6     | أكرم الرجوب              | 3 مارس 2014    | 15 نوفمبر 2018 |                                    |
| 7     | إبراهيم رمضان            | 15 نوفمبر 2018 | 10 أغسطس 2023  |                                    |
|       | غسان دغلس (Q124736052)   | 14 أغسطس 2023  | 3 مارس 2024    | مُسير أعمال                         |
| 8     | غسان دغلس (Q124736052)   | 3 مارس 2024    | لا يزال        |                                    |